# Geria ablunaris
Geria ablunaris là một loài bướm đêm trong họ Noctuidae.